# جيلدا أوليفيرا
جيلدا أوليفيرا (بالبرتغالية: Gilda Oliveira‏) هي مصارعة الهواة برازيلية، ولدت في 6 أغسطس 1983 في ريو دي جانيرو في البرازيل.

## وصلات خارجية
- جيلدا أوليفيرا على موقع قاعدة بيانات المصارعة الدولية (الإنجليزية)
- جيلدا أوليفيرا على موقع أوليمبيديا (الإنجليزية)
- جيلدا أوليفيرا على موقع اللجنة الأولمبية البرازيلية (البرتغالية)